# Serzh Sargsián
Serzh Sargsián (en armenio: Սերժ Ազատի Սարգսյան) (Stepanakert, 30 de junio de 1954) es un político armenio que fue el tercer presidente de Armenia de 2008 a 2018, y dos veces primer ministro de Armenia, de 2007 a 2008 y de nuevo del 17 al 23 de abril de 2018, cuando se vio obligado a dimitir en la revolución armenia de 2018.
Ganó las elecciones presidenciales de febrero de 2008 con el respaldo del gobernante Partido Republicano de Armenia, partido del que es presidente, y asumió el cargo en abril de 2008. El 18 de febrero de 2013, fue reelegido presidente y ocupó el cargo durante todo el mandato.
A pesar de prometer en 2014 que no volvería a ser primer ministro, aunque apoyó una enmienda de la Constitución en 2015 que lo permitiría, Sargsián fue elegido de nuevo primer ministro en abril de 2018, en lo que figuras de la oposición describieron como una "toma de poder". Seis días después de asumir el cargo, Sargsián dimitió tras protestas a gran escala. Sargsián es actualmente el líder del Partido Republicano, que fue el partido gobernante de Armenia de 1999 a 2018 y actualmente está representado en el Parlamento como parte de la Alianza de la oposición Tengo Honor.

## Biografía
Serzh Sargsián (nacido Serzhik Azati Sargysan) nació el 30 de junio de 1954 en Stepanakert, en la región autónoma de Nagorno Karabaj. Es hijo de Azat Avetisi Sargsián (1929-2013) y Nora Sargsián․ La familia de su padre procedía del pueblo de Tegh, en la RSS armenia, y se trasladó a Stepanakert tras la detención del abuelo de Serzh Sargsián durante la Gran Purga de 1937. Ingresó en la Universidad Estatal de Ereván en 1971 y sirvió en las Fuerzas Armadas soviéticas en la región de los Urales de 1971 a 1972. Comenzó su carrera profesional en 1975 en la Fábrica de Aparatos Eléctricos de Ereván. Se licenció en el Departamento de Filología de la Universidad Estatal de Ereván en 1979. En 1983 se casó con su esposa, Rita (de soltera Dadayan). Además de su armenio natal, habla ruso con fluidez y también sabe azerbaiyano.

## Trayectoria

#### Época soviética
Tras graduarse de la universidad, inició una carrera burocrática incorporándose al Partido Comunista de la República Socialista Soviética de Azerbaiyán (una de las muchas ramas locales del Partido Comunista de la URSS), en donde adquirió diversas ocupaciones, como jefe de las juventudes comunistas de Stepanakert, secretario general de la División de Propaganda del Comité Municipal, instructor de Organización del Comité Regional, y asesor de Genrij Pogosyan, quien fue secretario general de Nagorno Karabaj entre 1988 y 1989. También fue partidario de la comunidad armenia de Nagorno Karabaj, terreno en disputa por parte de los armenios y los azeríes, quienes llegaron a mantener enfrentamientos sangrientos.

#### Operaciones militares en Nagorno-Karabaj
En los comicios pluralistas de 1990, Sargsián fue elegido diputado del Soviet Supremo de Armenia, y en 1991, llegó a ser comandante táctico de las operaciones militares llevadas a cabo durante la Guerra de Nagorno Karabaj, en donde trabajó estrechamente con el Primer ministro de entonces, Robert Kocharián.
Tras las sucesivas victorias de reconquista en la región, gracias a las estrategias de Sargsián, hizo que fuese nombrado Ministro de Defensa por el presidente Levón Ter-Petrosián en 1993. Sargsián reestructuró las Fuerzas Armadas de su país, que se vieron reducidas por el conflicto contra Azerbaiyán, que finalizó con un alto al fuego en 1994.
En 1995 fue designado para dirigir la Agencia Estatal de Seguridad Nacional, y en 1996 se convirtió en el primer ministro en ocupar el Ministerio del Interior y Seguridad Nacional. Junto con Kocharián y Vazguén Sargrián, forzaron la renuncia a la presidencia de Ter-Petrosián en 1998, por el hecho de aceptar una disposición de los azeríes: reponer algún tipo de jurisdicción sobre el enclave en disputa.

#### Cargos ministeriales y conflictos políticos
Tras la renuncia de Ter-Petrosián, se convocaron nuevas elecciones, en las que Kocharián logró ganar la presidencia del país, mientras que Armen Darbinyan asumió como Primer ministro y Serzh fue nombrado Ministro del Interior el 10 de abril de 1998, pero dejó el cargo el 11 de junio de 1999, para asumir como Ministro de Seguridad Nacional.
Sin embargo, tras el tiroteo en la Asamblea de Armenia el 27 de octubre de 1999, en el que un grupo de sujetos armados con supuestos vínculos golpistas, asesinaron a 8 políticos, entre ellos al Primer ministro Vazgen Sargsián, provocó que Serzh fuese nombrado jefe de Administración presidencial por el nuevo Primer ministro Aram Sargsián, y que más tarde, asumiría la Secretaría del Consejo de Seguridad Nacional.
El 2 de mayo de 2000 Aram renunció como primer ministro luego de conflictos dentro del bloque oficialista liderado por el Partido Republicano Armenio, por lo que fue sucedido por Andranik Margarián, mientras que Serzh volvió a ocupar el cargo de Ministro de Defensa, pero manteniendo el cargo anteriormente nombrado.

#### Ministro de Defensa (2000-2008) y triunfo electoral
Durante los 7 años que Serzh estuvo en el cargo de Ministro de Defensa, el gobierno del presidente Kocharián tuvo que afrontar numerosos casos de corrupción, acusaciones de autoritarismo, y de fraude electoral cometido durante las elecciones generales realizadas en 2003, cuya acusación fue realizada y evidenciada por la Organización para la Seguridad y la Cooperación en Europa (OSCE). Sin embargo, Armenia permaneció generalmente estable tras el constante crecimiento económico que promediaba el 12% anual, por lo que se pudo evitar un alzamiento social, como había ocurrido en la vecina Georgia, que provocó la renuncia del presidente Shevardnadze en 2004.
El 25 de marzo de 2007, Margarián falleció de un ataque al corazón, por lo que inmediatamente surgieron rumores de que Serzh pudiera haberlo sucedido como primer ministro, lo que se confirmó el 4 de abril de ese año, cuando Kocharián nombró a Serzh como primer ministro interino, en vísperas de las elecciones generales realizadas el 12 de abril, bajo nuevas normativas que intentarían evitar el fraude electoral cometido en las elecciones de 2003.
Las elecciones generales dieron por vencedor a Serzh, quien obtuvo el 33,9% de los votos, más la victoria del Partido Republicano, que logró quedarse con 64 de los 131 escaños de la Asamblea Nacional. Estas elecciones fueron consideradas como válidas y más democráticas por los observadores internacionales, por lo que Serzh pudo asumir como primer ministro de Armenia el 7 de junio de 2007.

### Primer ministro de Armenia y candidatura presidencial
A pesar de haber asumido como primer ministro, Serzh se centró mayormente en postularse a las elecciones presidenciales, bajo el apoyo del Partido Republicano, para suceder a Kocharián, quien debido a la Constitución no podía ser reelegido para un tercer período. Durante la campaña, Serzh abogó por el nacionalismo, en el que garantizaría una mayor estabilidad entre las relaciones diplomáticas entre Azerbaiyán y Turquía, y que la región de Karabaj iba a ser parte del territorio armenio.

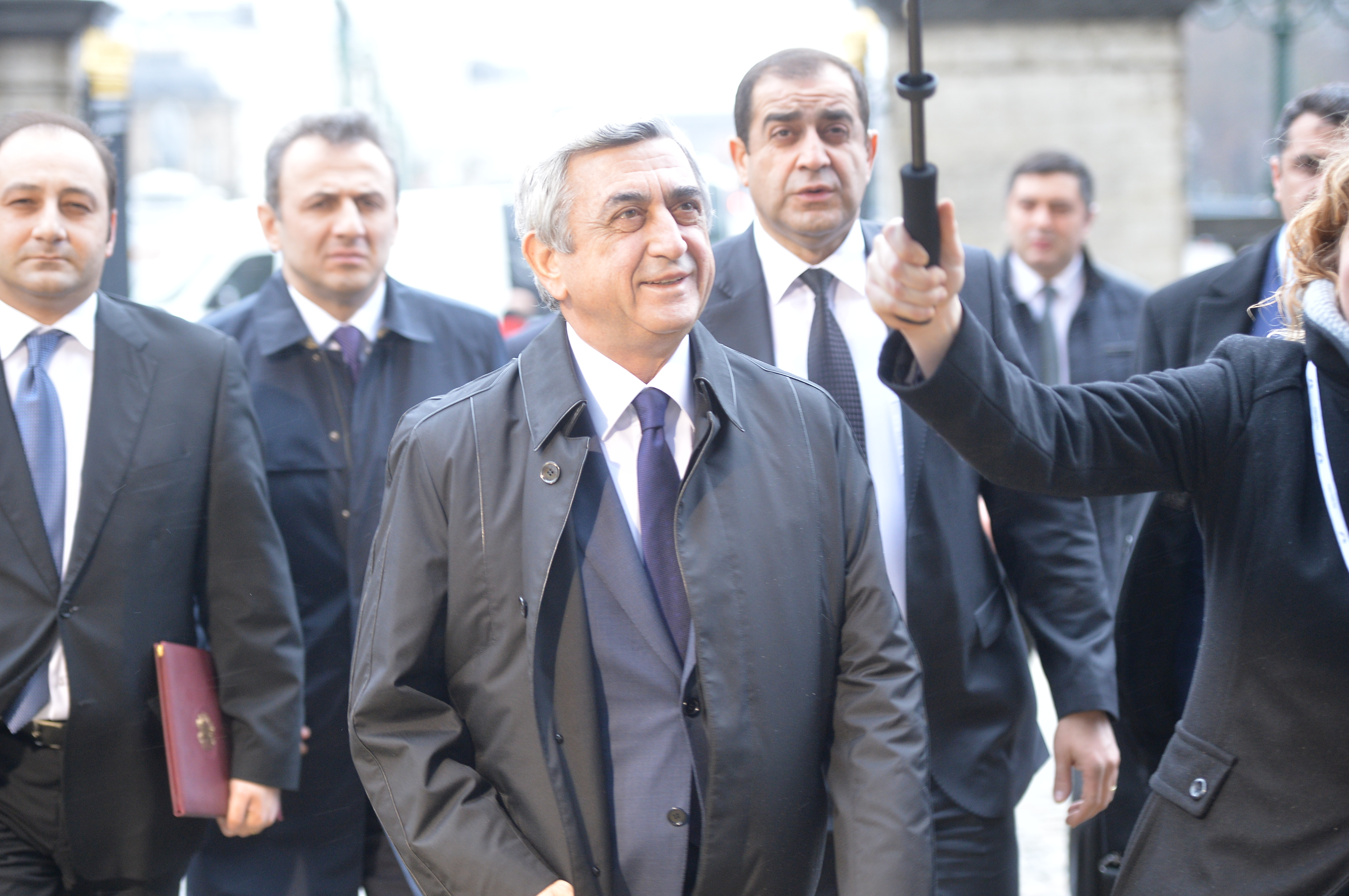
Serzh Sargsián durante una convención del Partido Popular Europeo en Bruselas, Bélgica. (2014).

Tras realizarse las elecciones presidenciales el 20 de febrero los resultados fueron que Serzh obtuvo mayoría absoluta en la primera vuelta electoral, tras obtener el 52,8% de los votos, y derrotando a contrincantes como el expresidente Ter-Petrosián, Aram Sargsián y Artur Baghdasarián. Tras la victoria, Serzh dio un discurso en el que se mostraba orgulloso de su triunfo, más el apoyo de Kocharián hacia su logro en las elecciones presidenciales.

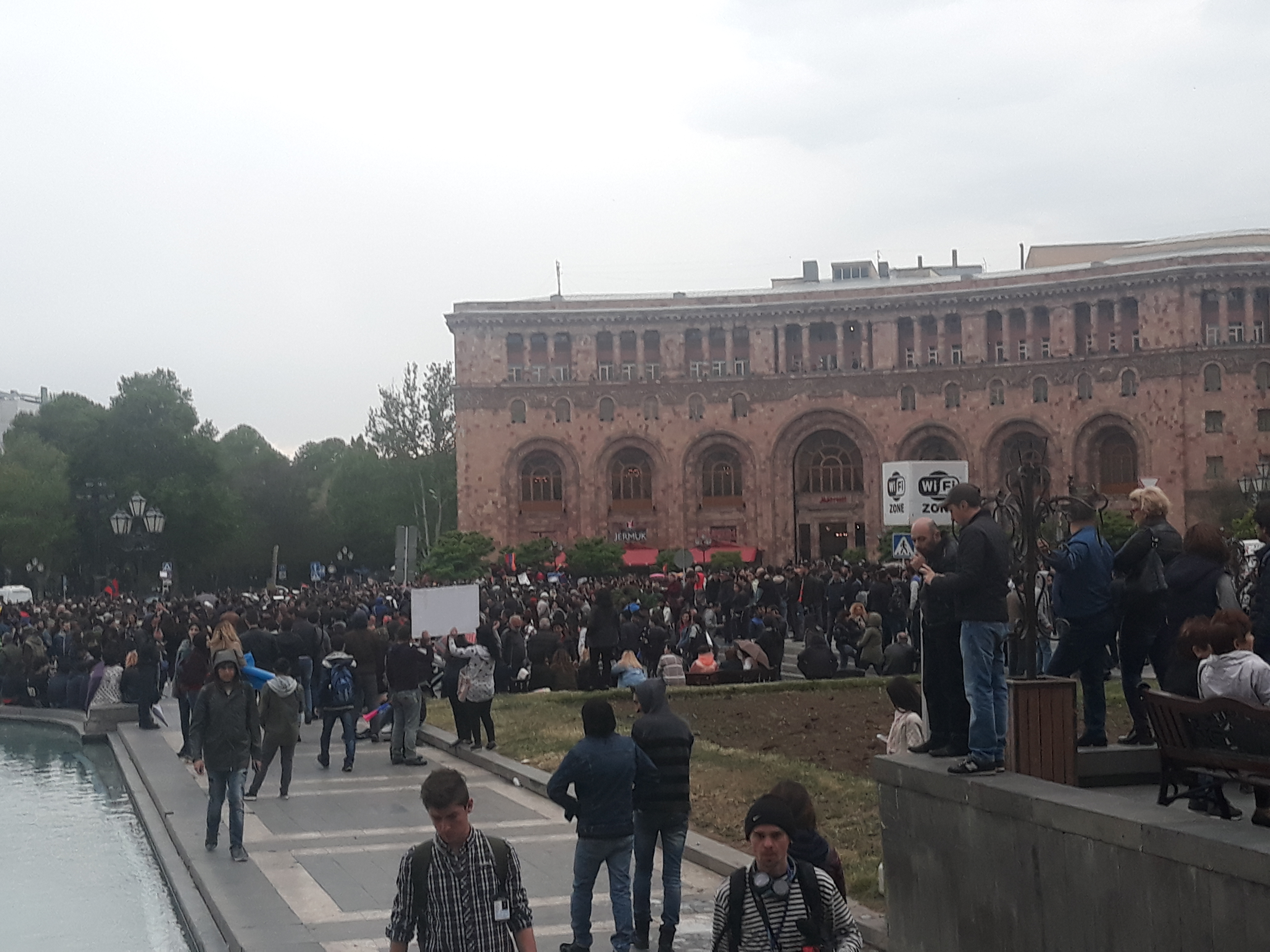
Protestas en contra de Serzh Sargsián, en el frontis de la Asamblea Nacional de Armenia (2018).

Estas elecciones fueron consideradas como justas y democráticas por parte de miembros observadores de la OSCE y del Parlamento Europeo, pero Ter-Petrosián acusó de que el gobierno había realizado fraude electoral, llamando a convocar manifestaciones antigubernamentales, que duraron hasta el 1 de marzo de ese año, tras ser disueltas por la policía. Las consecuencias de aquellas manifestaciones fueron 8 fallecidos, numerosas detenciones, la prohibición de huelgas, y el arresto domiciliario de Ter-Petrosián por haber convocado a la manifestación.

## Manifestaciones y renuncia
El 13 de abril de 2018, se desataron una serie de grandes manifestaciones a raíz de que Serzh, tras 10 años en la presidencia, modificó la Constitución para asumir directamente como Primer ministro, el 9 de abril de 2018, más la incorporación de mayores atribuciones de poder. Estas manifestaciones fueron convocadas especialmente por el diputado y líder opositor Nikol Pashinián, en donde se establecieron en su mayoría en la Plaza de la República, en el centro de Ereván. Sin embargo, tras un fallido diálogo entre Serzh y Pashinián, los manifestantes fueron duramente reprimidos por la policía, quienes dispararon granadas de humo, y dejaron un saldo de más de 200 detenidos, incluyendo al propio Pashinián, que fueron posteriormente liberados. Aun así, las manifestaciones continuaron y en la causa, se unieron militares desarmados, exigiendo la renuncia de Serzh y el cese al abuso policial.
Tras varios días de protestas que iban en aumento, Serzh renunció a su cargo el 23 de abril de 2018, tras un comunicado de prensa que dio por televisión, en el que afirmó reconocer su error de permanecer en el poder y llamó al cese de las manifestaciones para restaurar el orden público. Su renuncia generó alegría entre los manifestantes. Serzh fue sucedido en el cargo por Karén Karapetián.

## Vida privada
En 1983, se casó con su esposa, Rita, fallecida el 20 de noviembre del 2020 a consecuencia del COVID-19. Tuvo dos hijos, Anush y Satenik. Es presidente de la Federación de Ajedrez de Armenia.